# Гунст, Александр Иванович
Александр Иванович Гунст (17 июля 1862, Российская империя — 10 июня 1939, Ленинград, СССР) — русский архитектор, надворный советник.

## Биография
Родился 17 июля 1862 года в семье помощника архитектора Дворцового правления Царского села — неклассного художника, губернского секретаря Иоганна (Ивана) Карловича Густа (1831—1872), и его жены — Ольги Васильевны. Его дед по отцовской линии — казанский купец 3-й гильдии Карл Иванович Гунст (1782—1856).
Первоначально учился в гимназии, в 1883 году окончил Николаевскую царскосельскую гимназию. По окончании гимназии подал прошение ректору Санкт-Петербургского университета о зачислении на физико-математический факультет, но в 1884 году передумал и решил продолжать своё образование в Императорской Академии художеств на архитектурном факультете. Уже во время учёбы в Академии был удостоен малой и большой серебряных медалей за архитектурные проекты.
Окончив Академию в октябре 1896 года, Александр Гунст получил звание художника-архитектора; он стал одним из первых выпускников мастерской Л. Н. Бенуа. Строительной практикой начал заниматься в 1891 году. Жил в Петербурге на улице Миллионной, 29, где до своей смерти в 1899 году жила и его мать.
С 1900 года А. И. Гунст состоял членом Санкт-Петербургского общества архитекторов. С 1 марта 1904 года являлся архитектором Санкт-Петербургского училища ордена Святой Екатерины, став его последним архитектором. Вместе с родной сестрой — Верой Ивановной Гунст (?—1928), с 1906 года жил в Зимином переулке, дом 4, а в 1907 году переехал на Васильевский остров. Сотрудничал со своим учителем — Леонтием Бенуа, был частым гостем в его семье. Одновременно с работой в Екатериниском училище, работал в Императорском клиническом повивально-гинекологическом институте (ныне НИИ акушерства, гинекологии и репродуктологии имени Д. О. Отта).
Александр Иванович Гунст был удостоен орденов Святого Станислава 3-й (1908) и 2-й (1911) степеней. Имел чины:
- губернский секретарь (1899),
- титулярный советник (1908),
- коллежский советник (1911),
- коллежский асессор (1914),
- надворный советник (1916).

После Октябрьской революции Гунст не смог найти себе применение при новой власти. В 1919—1921 годах работал старшим техником по отопительным системам в отделе Компроса и состоял в профсоюзе работников искусств. Женат не был, но имел внебрачных сына и дочь. В 1915—1937 годах жил в доходном доме З. А. Яковича.
В феврале 1939 года Александр Иванович попал в больницу из-за непроходимости мочевого пузыря. 3 апреля ему была сделана урологическая операция, он продолжал находиться в больнице, где и умер 10 июня 1939 года. Был похоронен на Волковом кладбище Ленинграда.